# Micralarctia australis
Micralarctia australis là một loài bướm đêm thuộc phân họ Arctiinae, họ Erebidae.